# ダイアン・レイン
ダイアン・レイン（英語: Diane Lane, 1965年1月22日 - ）は、アメリカ合衆国の女優。

## 人物
ニューヨーク州ニューヨーク出身。赤ん坊の時に両親が離婚し、演技コーチでタクシードライバーでもあった父親に育てられる。15歳で独立しようとしロサンゼルスに移るが、すぐにニューヨークに戻り、友人の家に間借りする。
子供の頃から舞台に立っており、1979年の『リトル・ロマンス』で映画デビュー。ローレンス・オリヴィエと共演したこの作品で彼女の演技が絶賛され、様々な雑誌のカバーを飾るなど一時期は大変な人気だった。その後フランシス・フォード・コッポラに出会い、『アウトサイダー』『ランブルフィッシュ』（いずれも1983年）『コットンクラブ』（1984年）と彼の作品の常連となる。また1984年の『ストリート・オブ・ファイヤー』も高い評価を受けて日本では大ヒットし、この頃日本での人気は海外スターの中でも一二を争うほどだった。ただし本国全米ではこの時期の出演作がいずれもヒットせず、19歳で映画から遠ざかる結果になった。
3年後にカムバックし、映画でヌードシーンにも挑戦するが女優としては低迷する。1992年には日本映画『落陽』にも出演している。
1995年のシルヴェスター・スタローン主演映画『ジャッジ・ドレッド』で、ヒロイン役を演じ、再び世界的な知名度を得た。
2002年『運命の女』で全米映画批評家協会賞主演女優賞やニューヨーク映画批評家協会賞 主演女優賞を受賞する他、第75回アカデミー賞主演女優賞やゴールデングローブ賞の候補となる。

## 私生活
ジョン・ボン・ジョヴィとの交際を経て1988年10月に俳優のクリストファー・ランバートとニューメキシコ州サンタフェで結婚。娘（エレノア・ジャスミン・ランバート）が1993年9月5日に生まれるが1994年に離婚した。2004年には俳優のジョシュ・ブローリンと再婚している。2013年2月、レインとブローリンは離婚を申請した。

## 出演作品

### 映画
| 公開年 | 邦題 原題                                                                         | 役名                             | 備考 |
| ------ | --------------------------------------------------------------------------------- | -------------------------------- | --- |
| 1979   | リトル・ロマンス A Little Romance                                                 | ローレン・キング                 | |
| 1980   | ラスト・レター Touched by Love                                                    | カレン                           | |
| 1982   | 幸福のチェッカー Six Pack                                                         | ブリージー                       | |
| 1982   | アメリカン・ビューティ Miss All American Beauty                                   | Sally Butterfield                | テレビ映画、日本ではVHSスルー |
| 1982   | ダイアン・レイン 反逆のロック・アイドル Ladies and Gentlemen, The Fabulous Stains | Corinne Burns                    | 日本ではBSテレビ放映 |
| 1983   | アウトサイダー The Outsiders                                                      | チェリー・ヴァランス             | |
| 1983   | ランブルフィッシュ Rumble Fish                                                    | パティ                           | |
| 1984   | ストリート・オブ・ファイヤー Streets of Fire                                      | エレン・エイム                   | |
| 1984   | コットンクラブ The Cotton Club                                                    | ヴェラ・シセロ                   | |
| 1987   | 愛は危険な香り Lady Beware                                                        | カティ                           | |
| 1987   | ビッグタウン The Big Town                                                         | ロリー・ディーン                 | |
| 1987   | ダイアン・レイン/愛にふるえて Priceless Beauty                                    | チャイナ                         | |
| 1990   | 愛と青春の鼓動 Vital Signs                                                        | ジーナ                           | |
| 1990   | 引き裂かれた天使 Descending Angel                                                 | イリーナ                         | テレビ映画、日本ではVHSスルー |
| 1992   | 美しき獲物 Knight Moves                                                           | キャシー                         | |
| 1992   | マイ・ニュー・ガン/あぶない若妻 My New Gun                                        | デビー                           | 日本ではVHSスルー |
| 1992   | 落陽                                                                              | 張蓮紅                           | 日本映画 |
| 1992   | チャーリー Chaplin                                                                | ポーレット・ゴダード             | |
| 1993   | インディアン・サマー/タマワクの英雄たち Indian Summer                             | ベス                             | 日本ではVHSスルー |
| 1994   | 南部の風・南軍兵士の妻が語る100年の物語 Oldest Living Confederate Widow Tells All | ルーシー・ホニカット・マースデン | テレビ映画、日本ではテレビ放映 |
| 1995   | 欲望という名の電車 A Streetcar Named Desire                                       | ステラ                           | テレビ映画、日本ではVHSスルー |
| 1995   | ワイルド・ビル Wild Bill                                                          | スザンナ・ムーア                 | 日本ではVHSスルー |
| 1995   | ジャッジ・ドレッド Judge Dredd                                                    | ジャッジ・ハーシー               | |
| 1996   | ジャック Jack                                                                     | カレン・パウエル                 | |
| 1996   | マッド・ドッグス Mad Dog Time                                                     | グレース                         | |
| 1997   | イン・マイ・ライフ The Only Thrill                                                | キャサリン                       | 日本ではVHSスルー |
| 1997   | ホワイトハウスの陰謀 Murder at 1600                                               | ニーナ・チャンス                 | |
| 1998   | デッド・ロイヤル Gunshy                                                           | Melissa                          | 日本ではVHSスルー |
| 1999   | オーバー・ザ・ムーン A Walk on the Moon                                           | パール                           | インディペンデント・スピリット賞主演女優賞ノミネート 日本ではVHSスルー |
| 2000   | マイ・ドッグ・スキップ My Dog Skip                                                | エレン・モリス                   | |
| 2000   | パーフェクト ストーム The Perfect Storm                                           | クリスティーナ・コッター         | |
| 2000   | ヴァージニアン/落日の決闘 The Virginian                                           | Molly Stark                      | テレビ映画、日本ではテレビ放映 |
| 2001   | 陽だまりのグラウンド Hard Ball                                                    | エリザベス・ウィルクス           | |
| 2001   | グラスハウス The Glass House                                                      | エリン・グラス                   | |
| 2002   | デブラ・ウィンガーを探して Searching for Debra Winger                             |                                  | ドキュメンタリー |
| 2002   | 運命の女 Unfaithful                                                               | コニー・サムナー                 | アカデミー主演女優賞ノミネート ゴールデングローブ賞 主演女優賞 (ドラマ部門)ノミネート 全米映画俳優組合賞主演女優賞ノミネート 放送映画批評家協会賞主演女優賞ノミネート 全米映画批評家協会賞主演女優賞受賞 ニューヨーク映画批評家協会賞 主演女優賞受賞 サテライト賞主演女優賞 (ドラマ部門)受賞 |
| 2003   | トスカーナの休日 Under the Tuscan Sun                                             | フランシス                       | ゴールデングローブ賞 主演女優賞 (ミュージカル・コメディ部門)ノミネート |
| 2005   | 理想の恋人.com Must Love Dogs                                                     | サラ・ノーラン                   | |
| 2006   | ハリウッドランド Hollywoodland                                                    | トニー・マニックス               | |
| 2008   | ブラックサイト Untraceable                                                        | ジェニファー・マーシュ           | |
| 2008   | ジャンパー Jumper                                                                 | メアリー・ライス                 | |
| 2008   | 最後の初恋 Nights in Rodanthe                                                     | エイドリアン・ウィリス           | |
| 2008   | キルショット Killshot                                                             | カルメン・コルソン               | 日本ではDVDスルー |
| 2010   | セクレタリアト/奇跡のサラブレッド Secretariat                                     | ヘレン・チェナリー               | 日本ではDVDスルー |
| 2012   | キャスティング・ディレクター ハリウッドの顔を変えた女性 Casting By                |                                  | ドキュメンタリー |
| 2013   | マン・オブ・スティール Man of Steel                                               | マーサ・ケント                   | |
| 2014   | シークレット・デイ Every Secret Thing                                             | ヘレン・マニング                 | |
| 2015   | インサイド・ヘッド Inside Out                                                     | ライリーのママ                   | 声の出演 |
| 2015   | ライリーの初デート? Riley's First Date?                                           | ライリーのママ                   | 声の出演 短編映画 |
| 2015   | トランボ ハリウッドに最も嫌われた男 Trumbo                                        | クレオ・トランボ                 | |
| 2016   | バットマン vs スーパーマン ジャスティスの誕生 Batman v Superman: Dawn of Justice  | マーサ・ケント                   | |
| 2016   | ボンジュール、アン Paris Can Wait                                                 | アン・ロックウッド               | |
| 2017   | ザ・シークレットマン Mark Felt: The Man Who Brought Down the White House          | オードリー・フェルト             | |
| 2017   | ジャスティス・リーグ Justice League                                               | マーサ・ケント                   | |
| 2019   | セレニティー:平穏の海 Serenity                                                    | コンスタンス                     | Netflix配信 |
| 2020   | すべてが変わった日 Let Him Go                                                     | マーガレット・ブラックリッジ     | |
| 2021   | ジャスティス・リーグ:ザック・スナイダーカット Zack Snyder's Justice League        | マーサ・ケント                   | |
| 2024   | インサイド・ヘッド2 Inside Out 2                                                  | ライリーのママ                   | 声の出演 |
| TBA    | Anniversary                                                                       |                                  | ポストプロダクション |

### テレビシリーズ
| 放映年 | 邦題 原題                                                                     | 役名                   | 備考 |
| ------ | ----------------------------------------------------------------------------- | ---------------------- | --- |
| 1989   | ロンサム・ダブ Lonesome Dove                                                  | ロレナ・ウッド         | 別題『モンタナへの夢』 ミニシリーズ、計4話出演 エミー賞主演女優賞 (ミニシリーズ・スペシャル部門)ノミネート |
| 2018   | ロマノフ家の末裔 〜それぞれの人生〜 The Romanoffs                             | キャサリン・フォード   | 計2話出演                                                                                                  |
| 2018   | ハウス・オブ・カード 野望の階段 House of Cards                                | アネット・シェパード   | 計7話出演                                                                                                  |
| 2021   | Y:ザ・ラストマン Y: The Last Man                                              | Senator Jennifer Brown | 計10話出演                                                                                                 |
| 2023   | エクストラポレーションズ:すぐそこにある未来 Extrapolations                    | マーサ・ラッセル       | Apple TV+配信 計2話出演                                                                                    |
| 2024   | フュード/確執 カポーティ vs スワンたち Feud: Capote vs. The Swans             | スリム・キース         | 計8話出演                                                                                                  |
| 2024   | 成りあがり者 A Man in Full                                                    | マーサ・クロッカー     | Netflix配信 ミニシリーズ                                                                                   |
| 2024   | 『インサイド・ヘッド』の世界より:ライリーの夢の製作スタジオ Dream Productions | ジル・アンダーソン     | 声の出演                                                                                                   |

### 日本における出演
- 日野・クルージングレンジャーテレビCM（1989年）
- マックスファクターCM
- 三貴（カメリアダイアモンド／銀座ジュエリーマキ）テレビCM

## 関連書籍
- 『ダイアン・レイン』村岡三朗責任編集　芳賀書店　1981　シネアルバム
- 『ダイアン・レイン』梶原和男責任編集　芳賀書店　1989　デラックスカラーシネアルバム